# Microaerofilia
Microaerofilia refere-se às condições de baixíssimas concentrações de oxigênio que determinados organismos exigem para o seu desenvolvimento. Campylobacter e Helicobacter pylori são exemplos de organismos que só conseguem se desenvolver nestas condições.
As condições de microareofilia incluem ambientes com pouco carbono  (menor que a atmosfera terrestre, na qual a concentração é de aproximadamente 20%) e uma grande concentração de dióxido de carbono (entre 5% e 10%). Tais condições existem de forma natural no intestino, por exemplo.
Um organismo microaerofílico é um microorganismo que precisa de oxigénio para viver, mas requer ambientes que contenham apenas níveis mais baixos de oxigénio do que os existentes na atmosfera da Terra (ou seja, <21 % O2; normalmente entre 2 e 10% O2); em níveis mais elevados de oxigénio, eles não podem viver. Muitos microaerófilos também são capnófilos, pois precisam de uma alta concentração de dióxido de carbono (por exemplo, 10% CO2 no caso de espécies como Campylobacter).

## Cultivo
Os microaerófilos podem ser cultivados em recipientes com velas. Esses recipientes contêm uma vela que é acesa antes que a tampa seja hermeticamente fechada. A chama da vela queima até se apagar à medida que o oxigênio do recipiente se esgota, criando uma atmosfera rica em dióxido de carbono, mas pobre em oxigênio. Outros métodos de criação de um ambiente microanaeróbico são o uso de um gerador de gás e trocas gasosas.

## Exemplos
- Campylobacter spp. eles são microaerofílicos.[3][5]

- Helicobacter pylori, uma espécie de proteobactéria que está associada a úlceras pépticas e alguns tipos de gastrite.[6]